# Anastrepha debilis
Anastrepha debilis är en tvåvingeart som beskrevs av Stone 1942. Anastrepha debilis ingår i släktet Anastrepha och familjen borrflugor. Inga underarter finns listade i Catalogue of Life.